# Pogórze Przemyskie
Pogórze Przemyskie (513.65) jest położonym najdalej na wschód w Polsce mezoregionem pasma pogórzy i jednocześnie Zewnętrznych Karpat Zachodnich. Jego północną i zachodnią granicę wyznacza rzeka San. Na zachodzie Pogórze Przemyskie graniczy z Pogórzem Dynowskim, na południu z Górami Sanocko-Turczańskimi, na północnym wschodzie z Płaskowyżem Sańsko-Dniestrzańskim. Na wschodzie jego granicę stanowi umownie granica z Ukrainą.
Południowa granica nie jest jednoznacznie ustalona; istnieje kilka wersji (doliny rzek Wiar, Łomna, Stupnica, Leszczawka, Lachawka i Tyrawka lub Wiar, Krzywiec, Roztoki, Berezka, Lachówka, Tyrawka; występują również inne wersje). W związku z tym teren ograniczony od północy, zachodu i południa przez dolinę Wiaru bywa zaliczany do Pogórza Przemyskiego lub Gór Sanocko-Turczańskich. Zatem za najwyższy szczyt regionu uznaje się, w zależności od przyjętych granic, Suchy Obycz (618 m n.p.m.), Kopystańkę (541 m n.p.m.) lub wzgórze Na Wysokim (586 m n.p.m.). Paweł Wład w publikacji Województwo przemyskie. Zarys geograficzny, Przemyśl 1996,  tereny znajdujące się na prawym brzegu Wiaru określa się jako Pogórze Dobromilskie – osobną jednostkę nie należącą ani do Pogórza Przemyskiego, ani do Gór Sanocko-Turczańskich.
Główne rzeki: Wiar, Stupnica, Jawornik, Cisowa, Olszanka, Jamninka.
Występują tu głównie lasy mieszane. W niższych terenach Pogórza Przemyskiego rośnie grab, dąb, brzoza i sosna, w wyższych partiach: jodła, świerk i buk. Na całym Pogórzu przeważają lasy jodłowo-bukowe.
Dużą część Pogórza obejmuje Park Krajobrazowy Pogórza Przemyskiego. Od wielu lat planowane jest utworzenie Turnickiego Parku Narodowego.
Przed II wojną światową Pogórze Przemyskie było gęsto zaludnione. Wskutek wojny, jak również powojennych walk i wysiedleń w ramach Akcji "Wisła" utraciło około 70% ludności.

## Geografia Pogórza Przemyskiego
Na północnym wschodzie Pogórza ciągnie się długie pasmo górskie, sięgające od Przemyśla przez Helichę (416 m n.p.m.), Szybenicę (495 m n.p.m.), Kopystańkę (541 m n.p.m.), Grunową (509 m n.p.m.), Panieński Czub (508 m n.p.m.), Maciejówkę (469 m n.p.m.) i Prymiatyna (417 m n.p.m.) po zakole Sanu między Bachowem a Chyrzyną.
Pomiędzy Birczą a Kuźminą leży pasmo Kiczerki nad Łomną (483 m n.p.m.), zakończone bezleśnym wzniesieniem Bziana (578 m n.p.m.).
W północno-zachodniej części Pogórza Przemyskiego najdłuższe pasmo (Pasmo Kruszelnicy, 27 km) biegnie od Iskani przez Górę Iskańską (379 m n.p.m.), Łubienkę (453 m n.p.m.), Kruszelnicę (500 m n.p.m.). Jawornik (457 m n.p.m.), Bodnarów (481 m n.p.m.) do Jabłonicy Ruskiej. Od Iskani do Starej Birczy prowadzi inne pasmo przez Moczary (439 m n.p.m.), Bosaczkę (459 m n.p.m.) i Morochów (449 m n.p.m.), wraz z Masywem Piaskowej z kulminacją Piaskowej (470 m n.p.m.).
W okolicach Ulucza wznosi się Pasmo Krztowa ze wzniesieniami Hroszówka (496 m n.p.m.), Krztów (533 m n.p.m.). Dalej Pasmo Wysokiego ze szczytami Na Wysokim (586 m n.p.m.) i Gródek (585 m n.p.m.), opadające na południowy zachód od Kuźminy.

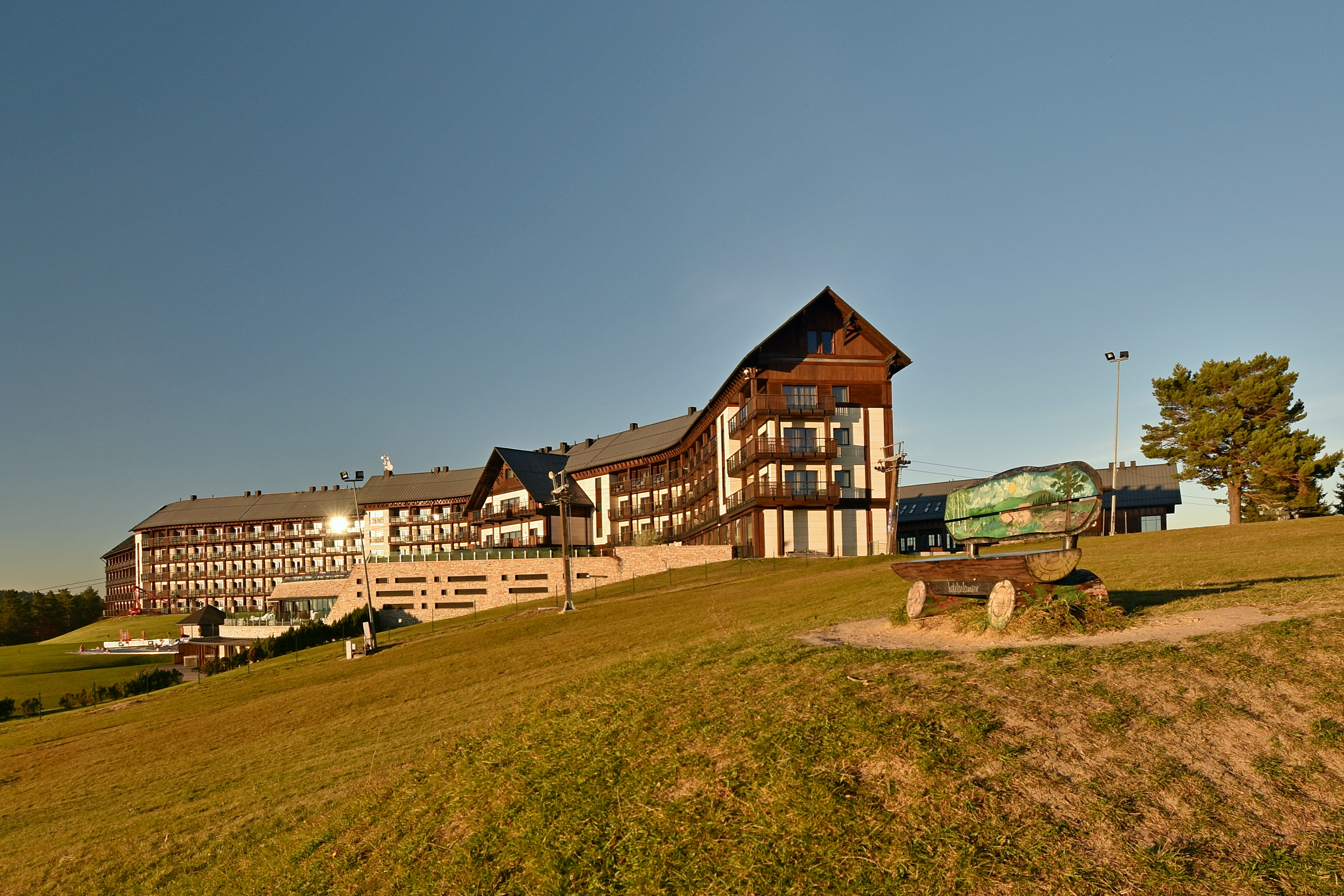
Hotel Arłamów
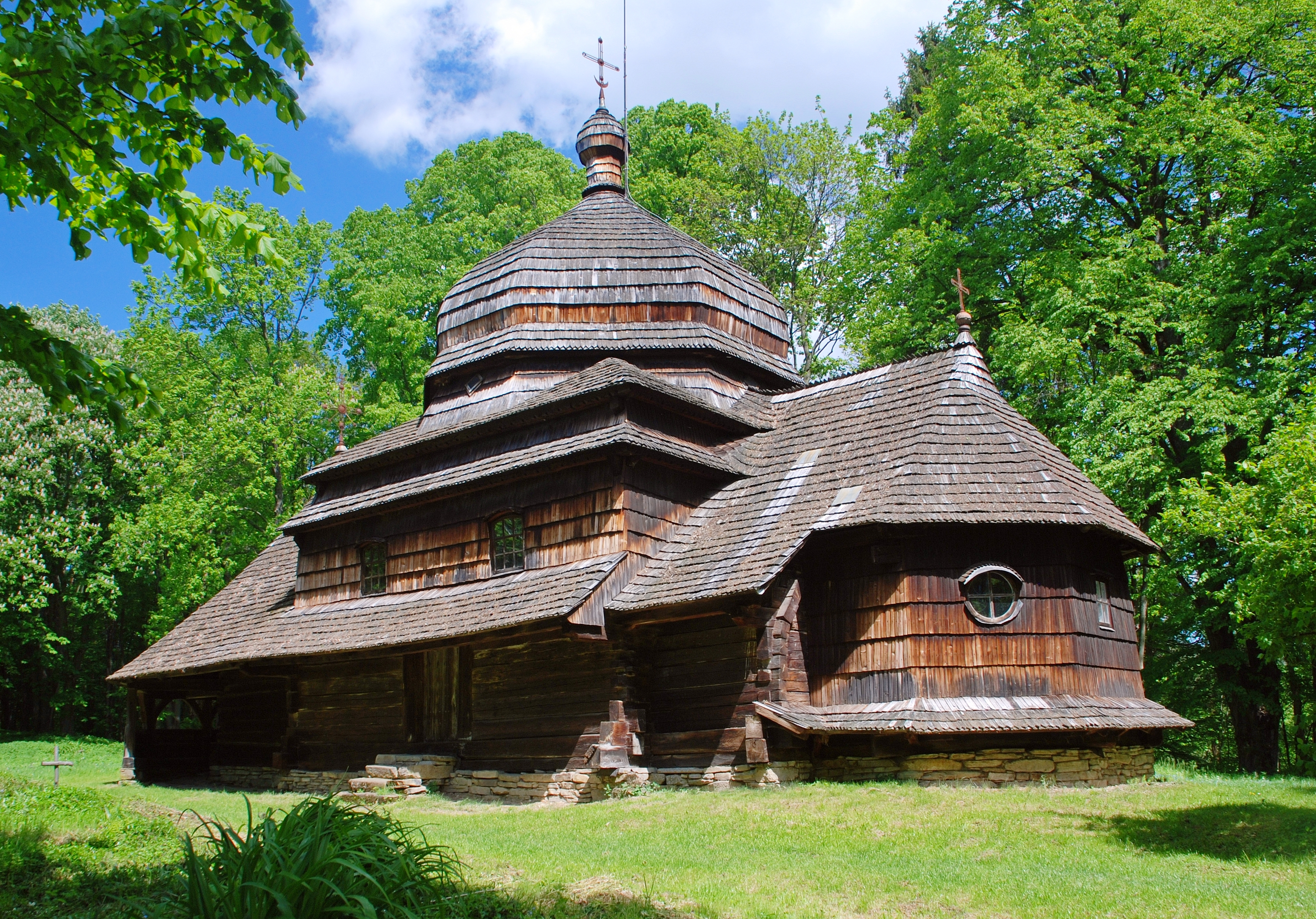
Ulucz, zabytkowa cerkiew
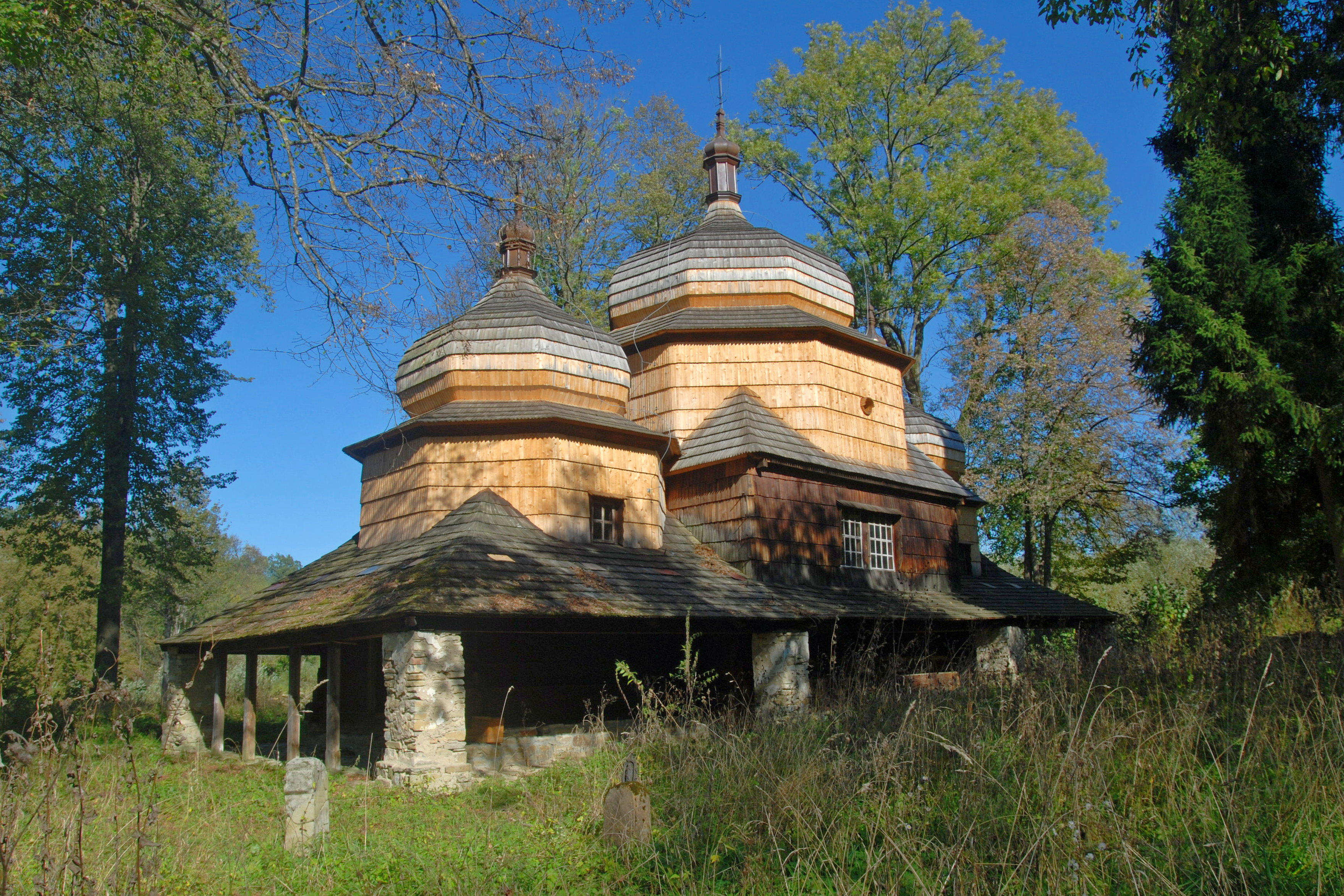
Piątkowa, zabytkowa cerkiew

### Tereny na południe i wschód od doliny Wiaru
Tereny te bywają według niektórych podziałów regionalizacyjnych zaliczane do Gór Sanocko-Turczańskich.
Najbardziej okazały jest masyw Suchego Obycza (617 m n.p.m.) ze szczytami Wielkiej Pasieki (593 m n.p.m.) i Małej Pasieki (539 m n.p.m.), Bukowiny (603 m n.p.m.) i Kiczery Wysokiej (575 m n.p.m.) oraz Połoninek Arłamowskich (587 m n.p.m.) i Ralców (596 m n.p.m.). Na szczególną uwagę zasługują Połoninki Arłamowskie z doskonałymi widokami w kierunku Bieszczadów.
Przez Przełęcz pod Suchym Obyczem (572 m n.p.m.) masyw Suchego Obycza łączy się z rusztowym pasmem Działu, którego kulminacją jest zalesiony szczyt Turnica (598 m n.p.m.). Najbardziej znane w tym paśmie jest wzgórze Arłamów (590 m n.p.m.), na szczycie którego znajduje się Ośrodek Wypoczynkowy "Arłamów" (niegdyś obiekt Urzędu Rady Ministrów).
Równolegle do pasma Działu biegnie na południowym zachodzie Pasmo Jamnej (598 m n.p.m.), a dalej Pasmo Braniów (582 m n.p.m.).
Na północ od Suchego Obycza znajduje się Pasmo Kalwaryjskie, oddzielone od masywu Suchego Obycza Przełęczą pod Kiczerą (445 m n.p.m.). Pasmo ma przebieg niemal południkowy i stanowi próg Karpat. Najwyższe wzniesienie (511 m n.p.m.) znajduje się już po stronie ukraińskiej, a na granicy leży niewiele niższa Wysoka Góra (509 m n.p.m.). Po polskiej stronie granicy wyróżniają się widokowe Połoninki Kalwaryjskie o dwóch szczytach – Żytne (505 m n.p.m.) oraz Mandżocha (471 m n.p.m.).
Charakter podobny do Pasma Kalwaryjskiego ma będące przedłużeniem Wielkiej Pasieki (w masywie Suchego Obycza), ale znacznie od niej niższe pasmo Leszczyńskiej Góry (461 m n.p.m.), leżące między dolinami potoków Turnica i Sopotnik.
Z Połoninek Kalwaryjskich widoczne jest w niewielkiej odległości, już po ukraińskiej stronie granicy, wyspowe pasmo góry Radycz (519 m n.p.m.) oraz fragmenty Masywu Wilczej Jamy (614 m n.p.m.) ze wzgórzem Herburt (554 m n.p.m.) koło Dobromila, na którego zalesionym szczycie znajdują się ruiny zamku Herburtów.

## Zagospodarowanie turystyczne

### Piesze szlaki turystyczne
- Niebieski szlak turystyczny Rzeszów – Grybów na odcinku: Jureczkowa – Przełęcz pod Jamną – Suchy Obycz – Przełęcz pod Kiczerą – Kalwaria Pacławska – Huwniki – Gruszowa – Szybenica – Helicha – Wapielnica – Dybawka – Krasiczyn – Krzeczkowa – Huta Brzuska – Sufczyna – Piaskowa – Piątkowa-Pracówka – Dynów
- Czerwony Szlak Przemysko-Sanocki na odcinku: Przemyśl – Wapielnica – Helicha – Rokszyce – Brylińce – Kopystańka – Łodzinka Górna – Bircza – Przełęcz Nad Łomną – Leszczawa Górna – Przełęcz Roztoka
- Szlak forteczny: Dybawka – Prałkowce – Wapielnica – Pikulice – Łuczyce – Jaksmanice – Medyka Towarowa (DK 28)
- Szlak Rybotycki: Kopystańka – Rybotycze – Kanasin – Suchy Obycz
- Szlak Arłamowski: Leszczawa Dolna – Grąziowa – Kiczera – Jamna – dojście do  szlaku Grybów – Rzeszów